# Charles Gayle
Charles Gayle (Buffalo, 1939. február 28. – Brooklyn, New York, 2023. szeptember 7.) amerikai dzsesszszaxofonos, klarinétos, bőgős, dobos.

## Pályafutása
Gayle gyerekkorában zongorázni, aztán szaxofonozni is tanult. Az 1950-es évek végén szülővárosa zenészeivel kezdett játszani. New York-i utazásain Archie Sheppel és Pharoah Sandersszel jammelt. New Yorkba költözésekor (1972) hajléktalan volt, és az 1980-as évek közepéig utcazenészként tartotta fenn magát megalkuvást nem ismerő, szabad játékkal. Peter Kowald 1984-ben hallotta őt egy sarkon játszani. Az első profi fellépése a „Sound Unity Festival”-on volt, ahol Gayle a "Rising Tones Cross" című Ebba Jahn filmjben is feltűnt. Kowald ezután turnét szervezett vele európai dzsesszklubokon keresztül.
Miután visszatért az Egyesült Államokba, Gayle 1988-ban felvehette első albumát (Always Born). 1991-ben meghívást kapott a Total Music Meetingre. A Knitting Factory klubbeli fellépépései, és ezt követő promóció, az ott megjelent Repent (1992) lemez vezetett az áttöréshez. Ezt követték olyan albumok, mint a Touchin' on Trane Rashied Alival és William Parkerrel, valamint a Kingdom Come (1994) Sunny Murray-vel és Parkerrel.
Gayle Milford Graves-szel, Andrew Cyrille-lel, Reggie Workmannel, Billy Bang-gel és Cecil Taylorral is készített felvételeket.
1999-től komikusként is szerepelt, zenéjével pedig inkább a blues és a gospel felé fordult. 2012-ben még egy albumot is elnevezett „Streets” kitalált karaktere után, akit bohócsminkekkel, rongyos ruhákban ábrázolt.
A költő Steve Dalachinsky (1946-2019) egy egész könyvet szentelt Gayle játékának 2006-ban, amely The Final Nite & Other Poems: Complete Notes from a Charles Gayle Notebook 1987-2006 címmel jelent meg, és elnyerte a PEN Oakland / Josephine díját.
2014-ben Gayle-t életműdíjjal tüntették ki a Vision Festivalon.

## Albumok
- 1988: Always Born
- 1988: Homeless
- 1988: Spirits Before
- 1991: Touchin' on Trane
- 1992: Repent
- 1993: Translations
- 1993: Raining Fire
- 1993: More Live at the Knitting Factory
- 1993: Consecration
- 1993: Berlin Movement from Future Years
- 1993: Abiding Variations
- 1994: Live at Disobey
- 1994: Kingdom Come
- 1994: Unto I Am
- 1995: Testaments
- 1995: Daily Bread
- 1997: Delivered
- 1997: Solo in Japan
- 1997: Precious Soul
- 1999: Ancient of Days
- 2000: Jazz Solo Piano
- 2003: Shout!
- 2006: Time Zones
- 2008: Forgiveness